# Deutsche Fußballmeisterschaft 1908/09
Die siebte Deutsche Fußballmeisterschaft wurde vom 2. Mai bis zum 30. Mai 1909 ausgetragen. Die Meisterschaft sicherte sich der Karlsruher FC Phönix im Finale in Breslau mit einem 4:2 gegen den Titelverteidiger Viktoria 89 Berlin.
Die Berliner Mannschaft erreichte in diesem Jahr zum dritten Mal in Folge das Finale, in dem sich aber der süddeutsche Meister durchsetzte.

## Teilnehmer
In diesem Jahr nahmen acht Mannschaften teil, davon wieder zwei Vertreter aus Berlin-Brandenburg teil. Das in den letzten beiden Jahren ausgetragene Ausscheidungsspiel der rivalisierenden Verbände wurde auf Betreiben des Verbands Berliner Ballspielvereine in diesem Jahr nicht ausgetragen, er weigerte sich den Konkurrenzverband durch zusätzliche Einnahmen noch zu stärken. Der DFB erlaubte daher auch dem Meister des Märkischen Fußball-Bundes an der Endrunde teilzunehmen. Die Meister des Berliner Ballspiel-Bundes und des im Vorjahr gegründeten vierten Berliner Verbandes, der Verband Berliner Athletik-Vereine, erhielten dagegen keinen Endrundenplatz.
| Verein                    | Qualifiziert als                                        |
| VfB Königsberg            | Meister des Baltischen Rasensport-Verbandes             |
| SC Alemannia Cottbus      | Meister des Südostdeutschen Fußball-Verbandes           |
| Berliner TuFC Viktoria 89 | Meister des Verbandes Berliner Ballspielvereine         |
| TuFC Tasmania Rixdorf     | Meister des Märkischen Fußball-Bundes                   |
| SC Erfurt 95              | Meister des Verbandes Mitteldeutscher Ballspiel-Vereine |
| Altonaer FC 93            | Meister des Norddeutschen Fußball-Verbandes             |
| FC München-Gladbach       | Meister des Westdeutschen Spiel-Verbandes               |
| FC Phönix Karlsruhe       | Meister des Verbandes Süddeutscher Fußball-Vereine      |

## Viertelfinale
| Datum        |                     | Ergebnis             |                           | Stadion                                                 |
| ------------ | ------------------- | -------------------- | ------------------------- | ------------------------------------------------------- |
| 2. Mai 1909  | FC München-Gladbach | 0:5 (0:4)            | FC Phönix Karlsruhe       | Duisburg, DSV-Platz am Grunewald                        |
| 2. Mai 1909  | Altonaer FC 93      | 4:2 (1:1)            | TuFC Tasmania Rixdorf     | Braunschweig, Eintracht-Platz an der Helmstedter Straße |
| 2. Mai 1909  | VfB Königsberg      | 1:12 (0:6)           | Berliner TuFC Viktoria 89 | Königsberg, Walter-Simon-Platz                          |
| 16. Mai 1909 | SC Erfurt 95        | 4:3 n. V. (3:3, 2:1) | SC Alemannia Cottbus      | Leipzig, Wackerstadion Debrahof                         |

Der westdeutsche Meister war gegen den süddeutschen Meister chancenlos. In der 20. und 25. Minute erzielte Otto Reiser die ersten zwei Tore, Wilhelm Noë nach 32 Minuten und Hermann Leibold vor der Halbzeit erhöhten auf 4:0. In der 88. Minute erzielte Arthur Beier noch das fünfte Tor für Phönix. Die Karlsruher spielten einen offensiven Fußball.
Zwischen dem norddeutschen Meister und dem märkischen Meister stand es zur Halbzeit 1:1 durch Tore von Adolf Jäger in der 3. Minute und Kurt Meye in der 12. Minute. Die Altonaer erhöhten in der 64. Minute durch Karl Hanssen und bereits vier Minuten später durch Gerhard Schmidt auf 3:1, ehe der Rixdorfer Paul Fischer in der 85. Minute den Anschlusstreffer erzielte. Vier Minuten später gelang Adolf Jäger durch sein zweites Tor die Entscheidung.
Der nordostdeutsche Meister – mit Bruno Neumann im Tor – verlor gegen den Berliner Meister zweistellig. Es sind nur wenige Torschützen bekannt, in der ersten Halbzeit trafen Willi Worpitzky dreifach und Otto Dumke einmal. In der zweiten Halbzeit sind noch das vierte Tor von Worpitzky und der Ehrentreffer durch Pepp Münster zu nennen.
Im Spiel des mitteldeutschen Meisters gegen den südostdeutschen Meister stand es nach 90 Minuten 3:3. Da bis zur 120. Minute kein weiteres Tor fiel, wurde eine weitere Verlängerung gespielt. In dieser gelang Erfurt in der 130. Minute der Siegtreffer. Es sind von diesem Spiel keine Torschützen bekannt.

## Halbfinale
| Datum        |                           | Ergebnis  |                | Stadion                           |
| ------------ | ------------------------- | --------- | -------------- | --------------------------------- |
| 16. Mai 1909 | Berliner TuFC Viktoria 89 | 7:0 (4:0) | Altonaer FC 93 | Berlin-Mariendorf, Union-Platz    |
| 23. Mai 1909 | FC Phönix Karlsruhe       | 9:1 (3:0) | SC Erfurt 95   | Frankfurt am Main, Victoria-Platz |

Obwohl die Berliner nach einem Platzverweis gegen Otto Dumke in der 21. Minute in Unterzahl spielen mussten, gab es einen hohen Sieg gegen Altona. Bereits nach einer Viertelstunde stand es 3:0 durch Tore von Willi Worpitzky und zweimal Helmut Röpnack. Im weiteren Spielverlauf erzielte Worpitzky sein zweites Tor und Röpnack traf weitere dreimal, das 2:0 und 4:0 per Elfmeter.
Auch die Karlsruher erzielten einen hohen Sieg. Bereits nach 10 Minuten stand es 2:0 durch Tore von Hermann Leibold in der 7. und Emil Oberle in der 9. Minute, vor der Pause kam noch das 3:0 durch Wilhelm Noë in der 43. Minute. Nach einer Stunde stand es 6:1 durch weitere Tore von Wilhelm Noë, Otto Reiser und Hermann Leibold. Der Torschütze des Erfurter Ehrentreffers ist nicht bekannt. In der 69. und 85. Minute kamen noch zwei Tore von Otto Reiser, in der 78. Minute eins von Emil Oberle dazu.

## Finale
| FC Phönix Karlsruhe | FC Phönix Karlsruhe | Berliner TuFC Viktoria 89 | Berliner TuFC Viktoria 89 |
| --- | --- | --- | ------------------------- |
| FC Phönix Karlsruhe | \| Sonntag, 30. Mai 1909 in Breslau (Platz des SC Schlesien) \| \| Ergebnis: 4:2 (2:1) \| \| Zuschauer: 1.500 \| \| Schiedsrichter: Gottfried Hinze (Duisburg) 00000Spielbericht Im Finale gingen die Berliner durch einen Kopfball von Willi Worpitzky in der 16. Minute in Führung, der sich dabei verletzte und nur angeschlagen weiterspielen konnte. In der 30. Minute kamen die Karlsruher durch ihren Kapitän Arthur Beier zum Ausgleich und gingen bereits vier Minuten später durch Wilhelm Noë mit 2:1 in Führung. Dies war auch der Halbzeitstand. In der zweiten Hälfte erhöhte Phönix durch Tore von Hermann Leibold in der 55. Minute und Wilhelm Noë in der 65. Minute auf 4:1, ehe die Viktoria durch einen Schuss von Helmut Röpnack in der 83. Minute der letzte Treffer dieses Spiels gelang. Damit gewann der süddeutsche Meister auch die Deutsche Meisterschaft. Bei Phönix Karlsruhe war Arthur Beier sowohl Kapitän als auch Spielertrainer. Der Schiedsrichter war übrigens der damalige DFB-Präsident. \| | \| Sonntag, 30. Mai 1909 in Breslau (Platz des SC Schlesien) \| \| Ergebnis: 4:2 (2:1) \| \| Zuschauer: 1.500 \| \| Schiedsrichter: Gottfried Hinze (Duisburg) 00000Spielbericht Im Finale gingen die Berliner durch einen Kopfball von Willi Worpitzky in der 16. Minute in Führung, der sich dabei verletzte und nur angeschlagen weiterspielen konnte. In der 30. Minute kamen die Karlsruher durch ihren Kapitän Arthur Beier zum Ausgleich und gingen bereits vier Minuten später durch Wilhelm Noë mit 2:1 in Führung. Dies war auch der Halbzeitstand. In der zweiten Hälfte erhöhte Phönix durch Tore von Hermann Leibold in der 55. Minute und Wilhelm Noë in der 65. Minute auf 4:1, ehe die Viktoria durch einen Schuss von Helmut Röpnack in der 83. Minute der letzte Treffer dieses Spiels gelang. Damit gewann der süddeutsche Meister auch die Deutsche Meisterschaft. Bei Phönix Karlsruhe war Arthur Beier sowohl Kapitän als auch Spielertrainer. Der Schiedsrichter war übrigens der damalige DFB-Präsident. \| | Berliner TuFC Viktoria 89 |
| FC Phönix Karlsruhe | Otto Michaelis – Ernst Karth, Robert Neumaier – Karl Robert Heger, Arthur Beier , Karl Schweinshaut – Karl Wegele, Otto Reiser, Hermann Leibold, Wilhelm Noë, Emil Oberle Cheftrainer: Arthur Beier | Paul Scranowitz – Willi Hahn, Paul Fischer – Willi Moeck, Willi Knesebeck, Paul Hunder – Reinhold Bock, Otto Dumke, Willi Worpitzky, Helmut Röpnack, Alfred Gelbhaar | Berliner TuFC Viktoria 89 |
| FC Phönix Karlsruhe | 1:1 Beier (30.) 2:1 Noë (34.) 3:1 Leibold (55.) 4:1 Noë (65.) | 0:1 Worpitzky (16.) 4:2 Röpnack (83.) | Berliner TuFC Viktoria 89 |
| Sonntag, 30. Mai 1909 in Breslau (Platz des SC Schlesien) | | |                           |
| Ergebnis: 4:2 (2:1) | | |                           |
| Zuschauer: 1.500 | | |                           |
| Schiedsrichter: Gottfried Hinze (Duisburg) 00000Spielbericht Im Finale gingen die Berliner durch einen Kopfball von Willi Worpitzky in der 16. Minute in Führung, der sich dabei verletzte und nur angeschlagen weiterspielen konnte. In der 30. Minute kamen die Karlsruher durch ihren Kapitän Arthur Beier zum Ausgleich und gingen bereits vier Minuten später durch Wilhelm Noë mit 2:1 in Führung. Dies war auch der Halbzeitstand. In der zweiten Hälfte erhöhte Phönix durch Tore von Hermann Leibold in der 55. Minute und Wilhelm Noë in der 65. Minute auf 4:1, ehe die Viktoria durch einen Schuss von Helmut Röpnack in der 83. Minute der letzte Treffer dieses Spiels gelang. Damit gewann der süddeutsche Meister auch die Deutsche Meisterschaft. Bei Phönix Karlsruhe war Arthur Beier sowohl Kapitän als auch Spielertrainer. Der Schiedsrichter war übrigens der damalige DFB-Präsident. | | |                           |

## Die Meistermannschaft des Karlsruher FC Phönix

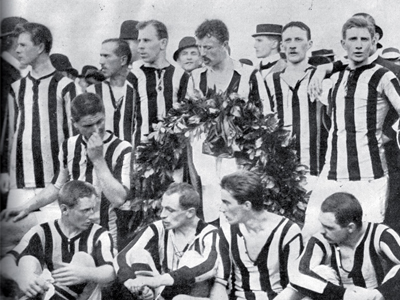
Die Meistermannschaft des Karlsruher FC Phönix
v. l. n. r.: Michaelis, Karth, Reißer, Neumaier, Beier, Schweinshaut, Noë
vorn: Wegele, Leibold, Oberle, Heger

Nachfolgend ist die Meistermannschaft mit Einsätzen und Toren der Spieler angegeben.
| Karlsruher FC Phönix | |
|                      | - Tor: Otto Michaelis (3/-) - Abwehr: Ernst Karth (3/-), Robert Neumaier (3/-) - Mittelfeld: Arthur Beier (3/2), Karl Robert Heger (3/-), Karl Schweinshaut (3/-) - Sturm: Hermann Leibold (3/4), Wilhelm Noë (3/5), Emil Oberle (3/2), Otto Reiser (3/5), Karl Wegele (3/-) - Trainer: Arthur Beier (3) |

## Torschützenliste
Hinzu kommen 15 unbekannte Torschützen von Viktoria Berlin (7), SC Erfurt (5) und Alemannia Cottbus (3).
| Spieler | Spieler         | Verein                    | Spiele | Tore |
| ------- | --------------- | ------------------------- | ------ | ---- |
| 1.      | Willi Worpitzky | Berliner TuFC Viktoria 89 | 3      | 7    |
| 2.      | Helmut Röpnack  | Berliner TuFC Viktoria 89 | 2      | 6    |
| 3.      | Wilhelm Noë     | FC Phönix Karlsruhe       | 3      | 5    |
| 3.      | Otto Reiser     | FC Phönix Karlsruhe       | 3      | 5    |
| 5.      | Hermann Leibold | FC Phönix Karlsruhe       | 3      | 4    |
| 6.      | Adolf Jäger     | Altonaer FC 93            | 2      | 2    |
| 7.      | Arthur Beier    | FC Phönix Karlsruhe       | 3      | 2    |
| 7.      | Emil Oberle     | FC Phönix Karlsruhe       | 3      | 2    |
| 9.      | Paul Fischer    | TuFC Tasmania Rixdorf     | 1      | 1    |
| 9.      | Kurt Meye       | TuFC Tasmania Rixdorf     | 1      | 1    |
| 9.      | Pepp Münster    | VfB Königsberg            | 1      | 1    |
| 12.     | Karl Hanssen    | Altonaer FC 93            | 2      | 1    |
| 12.     | Gerhard Schmidt | Altonaer FC 93            | 2      | 1    |
| 14.     | Otto Dumke      | Berliner TuFC Viktoria 89 | 3      | 1    |